# Битва при Коронее (394 до н. э.)
Битва при Коронее (июль 394 года до н. э.) — сражение между спартанцами и войсками антиспартанской коалиции в ходе Коринфской войны.

## Ход сражения
На обеих сторонах было приблизительно по 20 тыс. гоплитов, но конницы и легковооруженного войска у союзников было гораздо больше, чем у пелопоннесцев. Но они не сумели воспользоваться этим преимуществом: по старой привычке они придавали решающее значение атаке тяжеловооруженной пехоты. Действительно, союзники лакедемонян после непродолжительной битвы обратились в бегство; сами же лакедемоняне, находившиеся на правом крыле, одержали победу над сражавшимися против них афинянами, после чего вся армия союзников была опрокинута и отброшена к Коринфу. В стратегическом отношении победа не принесла Спарте никакой пользы, так как побежденные союзники, понеся небольшие потери, укрылись в коринфских укреплениях.